# Gillingham (Norfolk)
Gillingham is een civil parish in het bestuurlijke gebied South Norfolk, in het Engelse graafschap Norfolk met 676 inwoners.